# Ravnica (Ribnik)
Ravnica is een plaats in de gemeente Ribnik in de Kroatische provincie Karlovac. De plaats telt 17 inwoners (2001).